# Oeclidius persephone
Oeclidius persephone är en insektsart som beskrevs av Ronald Gordon Fennah 1980. Oeclidius persephone ingår i släktet Oeclidius och familjen Kinnaridae. Inga underarter finns listade i Catalogue of Life.